# Carlos Baute
Roberto Carlos Jiménez Baute (Caracas, 8 marzo 1974) è un cantante, conduttore televisivo e attore venezuelano.

## Biografia
Figlio di Alfonso Baute e Clara Jiménez, con discendenze spagnole, cubane, e venezuelane, all'età di 13 anni comincia la carriera nel gruppo venezuelano Los Chamos, registrando il disco Con un poco de Amor. Lavorando come modello, pubblica il primo disco solista nel 1994, Orígenes I.
Come attore prende parte alla telenovela venezuelana Destino de Mujer (1997) interpretando il ruolo di Pedro Jose. Appare anche nella seconda stagione della telenovela Los únicos (2012).
In occasione della pubblicazione del disco Yo nací para querer... (1999) si trasferisce in Spagna. Qui ottiene il maggior successo, partecipando anche come attore a serie televisive, Aladinna (TVE), Mis Adorables Vecinos (Antenna 3) e presentando eventi quali Sig.na España gallico, Show IB3, Gala Miss Spagna, Fine anno TVE1 Gala.
Entra nelle classifiche in Venezuela, Messico, Perù, Cile, Argentina, Colombia, Spagna; e riceve numerosi premi e riconoscimenti.
Il 1º aprile 2008 esce il disco De mi Puño y Letra, seguito da un tour in Spagna e in America Latina. Raggiunge la vetta della classifica col singolo Colgando en tus manos, co-scritto con Alejandro Sanz. Il 1º settembre 2009, pubblica in Spagna Directo en Tus Manos, concerto a Madrid del 25 giugno, cantando con Marta Sánchez, Nek, Álex Ubago, Pastora Soler.
La fortunata Quien te quiere como yo, continua ad essere il tormentone dell'estate latina 2011.
Nel 2012 duetta con Laura Pausini in Las cosas que no me espero.

## Discografia

### Album in studio
- 1994 - Orígenes
- 1997 - Orígenes II: Tambores
- 1999 - Yo nací para querer
- 2001 - Dame de eso
- 2001 - Baute
- 2004 - Peligroso
- 2005 - Baute
- 2008 - De mi puño y letra
- 2010 - Amarte bien
- 2013 - En el buzón de tu corazón
- 2019 - De amor y dolor

### Album dal vivo
- 2009 - Directo en tus manos

### Raccolte
- 2006 - Grandes éxitos

### Singoli
- 2008 - Colgando en tus manos (feat. Marta Sánchez)
- 2009 - Tu no sabes que tanto
- 2009 - Nada se compara a ti (feat. Franco De Vita)
- 2010 - Quien te quiere como yo
- 2011 - Amarte bien
- 2011 - Tu cuerpo bailando en mi cuerpo
- 2016 - Amor & dolor (feat. Alexis & Fido)
- 2016 - Ando buscando (feat. Piso 21)
- 2023 - Tranqui

Come artista ospite
- 2012 - Cuestión de Príoridades por el Cuerno de África (Melendi feat. Dani Martín, Pablo Alborán, La Dama, Rasel, Malu & Carlos Baute)
- 2012 - Me pones tierno (Rasel feat. Carlos Baute)
- 2012 - Las cosas que no me espero (Laura Pausini feat. Carlos Baute)